# Wannengrat (Davos)
Der Wannengrat ⓘ ist ein Berg westlich von Davos im Kanton Graubünden in der Schweiz mit einer Höhe von 2517 m ü. M. Durch die Nähe zum Skigebiet Schatzalp/Strela ist er ein beliebtes, einfach zu erreichendes Skitourenziel.

## Lage und Umgebung
Der Wannengrat gehört zur Strelakette, einer Untergruppe der Plessuralpen. Er befindet sich vollständig auf Gemeindegebiet von Davos. Da er an der Wasserscheide zwischen Plessur und dem Landwasser liegt, zählt er wie das Chörbsch Horn geografisch auch zum Schanfigg. Der Wannengrat wird im Westen durch das Hinter Latschüel, im Nordosten durch den Chilcher Berg und im Südosten durch das Tirmet eingefasst.
Zu den Nachbargipfeln gehören die Chüpfenflue und die Strela im Norden, sowie Grüenihorn, Hanengretji. Chörbsch Horn und Mederger Flue im Süden.
Talorte sind Davos und Langwies. Häufige Ausgangspunkte sind der Strelapass (im Winter) und die Schatzalp.

## Routen zum Gipfel

### Sommerrouten

#### Über Latschüelfurgga und die Nordwestseite
- Ausgangspunkt: Davos (1560 m), Schatzalp (1861 m), Stn. Höhenweg (2218 m) oder Weissfluhjoch (2693 m)
- Via: Latschüelfurgga dem Wanderweg zum Chörbsch Horn folgend, dann über den kargen Rasenhang zum höchsten Punkt
- Schwierigkeit: B
- Zeitaufwand: 3½ Stunden von Davos, 2½ Stunden von der Schatzalp, 2¼ Stunden von der Stn. Höhenweg, 2 Stunden vom Weissfluhjoch und 20 Min von der Latschüelfurgga
- Bemerkung: Routen zur Latschüelfurgga siehe im Artikel Latschüelfurgga

#### Über die Potestatenalp
- Ausgangspunkt: Davos (1560 m) oder Schatzalp (1861 m)
- Via: Chilcher Bannwald, Lochalp (2003 m), dann über den Ostgrat
- Schwierigkeit: B
- Zeitaufwand: 2¾ Stunden von Davos oder 1¾ Stunden von der Schatzalp

#### Über das Chörbsch Horn
- Ausgangspunkt: Davos Frauenkirch (1507 m) oder Arosa (1739 m)

1. Von Frauenkirch via Stafelalp (1894 m), P.2457, Chörbsch Horn (2651 m), P.2452, Südostgrat
2. Von Arosa zum Stausee Isel (1606 m), dann via Furggaalp (1689 m), Tieja (2011 m), Schwifurgga (2519 m), Chörbsch Horn (2651 m), P.2452, Südostgrat

- Schwierigkeit: B
- Zeitaufwand:

1. 3½ Stunden von Frauenkirch
2. 4 Stunden von Arosa

### Winterrouten

#### Von der Schatzalp
- Ausgangspunkt: Schatzalp (1861 m) oder Bergstation Strelapass (2352 m)
- Via: Strelasee, Latschüelfurgga
- Expositionen: S, SE, NW
- Schwierigkeit: WS-
- Zeitaufwand: 2¾ Stunden von der Schatzalp, 1 Stunden von der Bergstation Strelapass

#### Abfahrt über Tirmet nach Davos Platz
- Ziel: Davos (1560 m)
- Via: Tirmet, bei Höhenkurve 2000 m nach E (nicht zu tief ins Albertitobel), Waldschneise, Thurgauer Schaffhauser Höhenklinik
- Expositionen: SE
- Schwierigkeit: ZS-
- Alternative: Es kann auch über den Ostgrat zur Lochalp (2003 m) gefahren werden. Im oberen Bereich muss in die steilen Nordost- oder Südosthänge ausgewichen werden, oder 25 Höhenmeter zu Fuss gegangen werden.
- Bemerkung: In der engen Waldschneise ist gute Skibeherrschung gefragt.

## Galerie

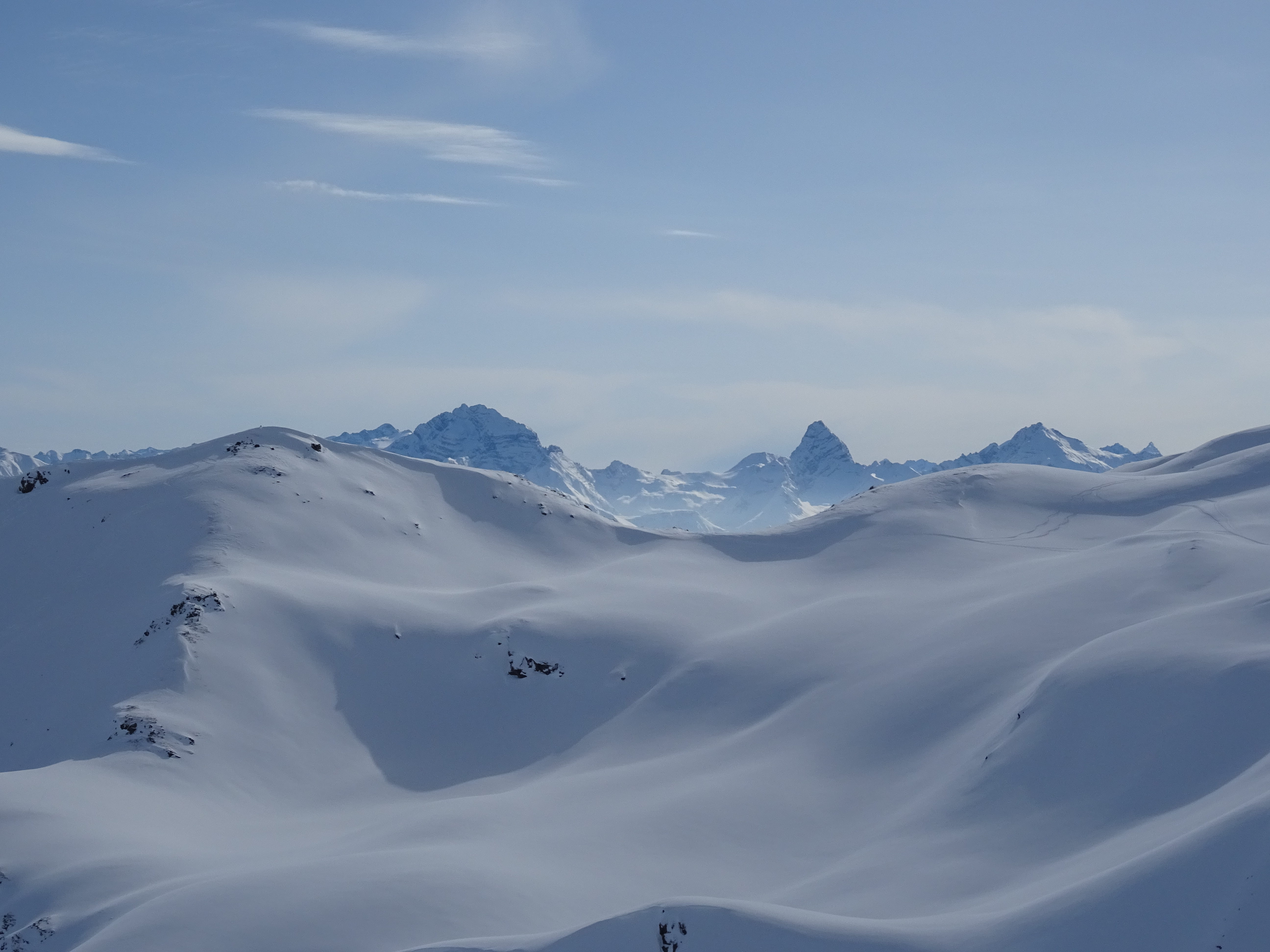
Blick nach Süden zum Hanengretji und dahinter die Bergüner Stöcke mit Piz Ela, Tinzenhorn und Piz Mitgel.
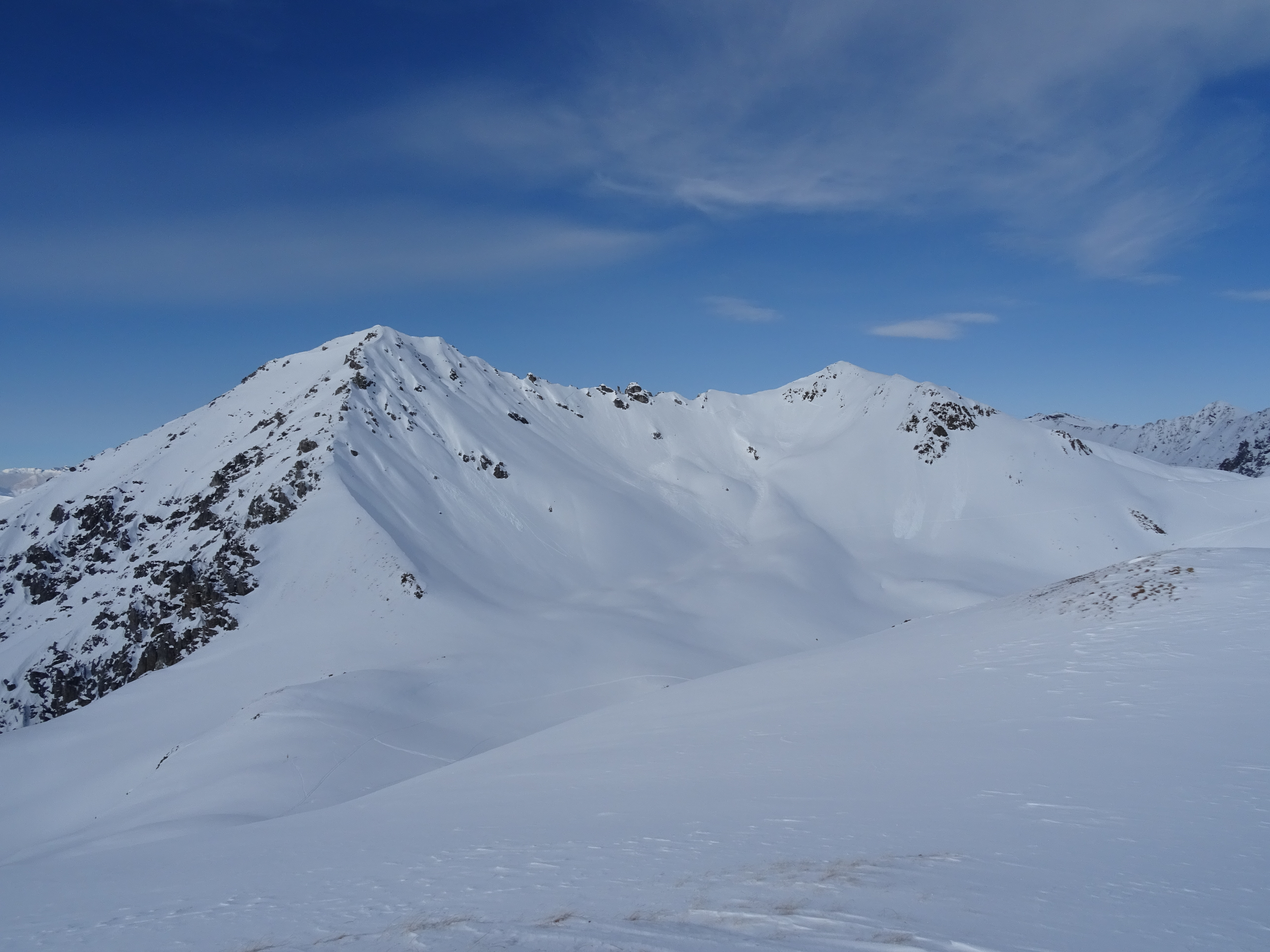
Blick nach Norden zur Chüpfenflue (links) und Strela (rechts).
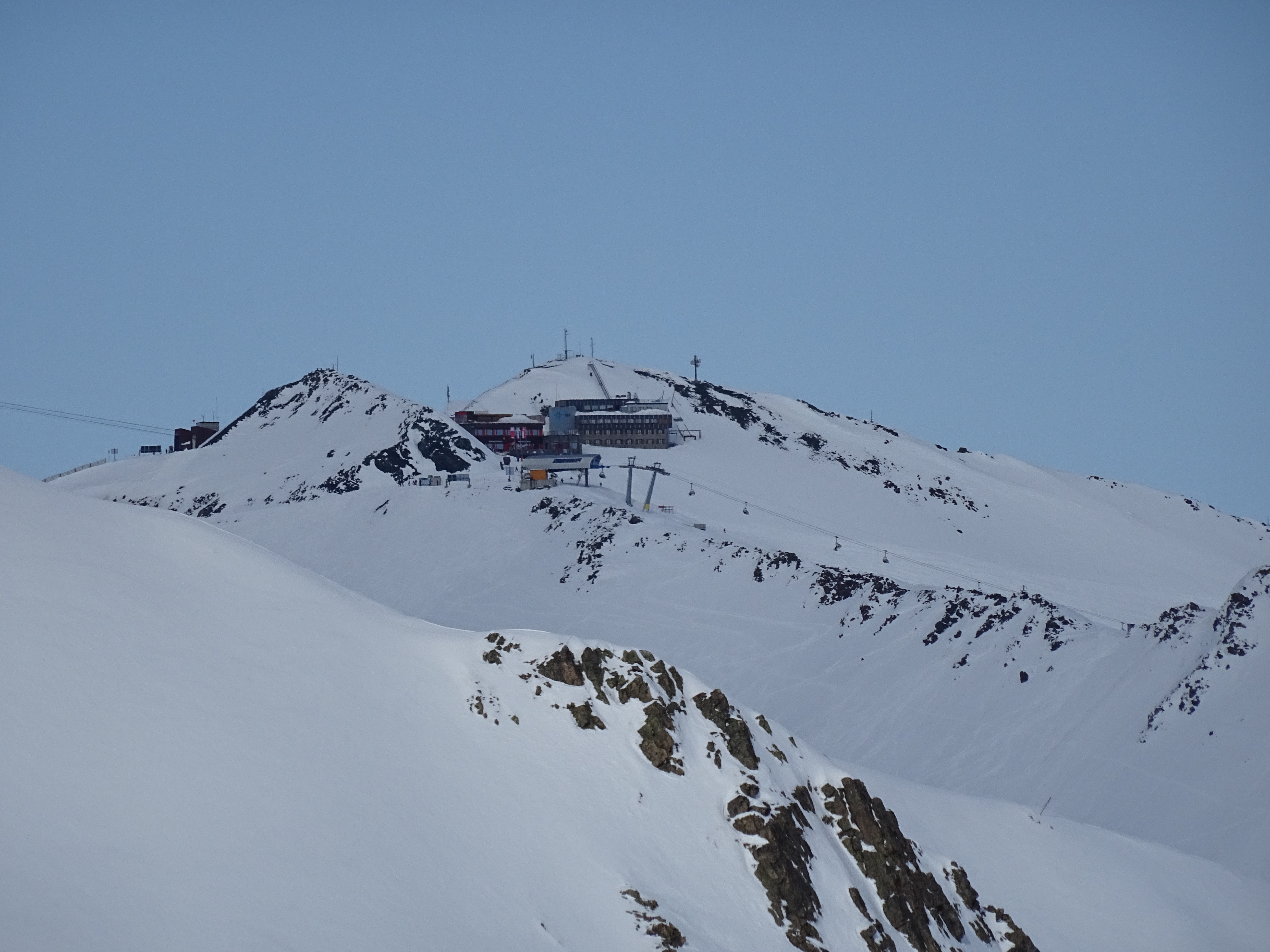
Starker Zoom zum Weissfluhjoch.
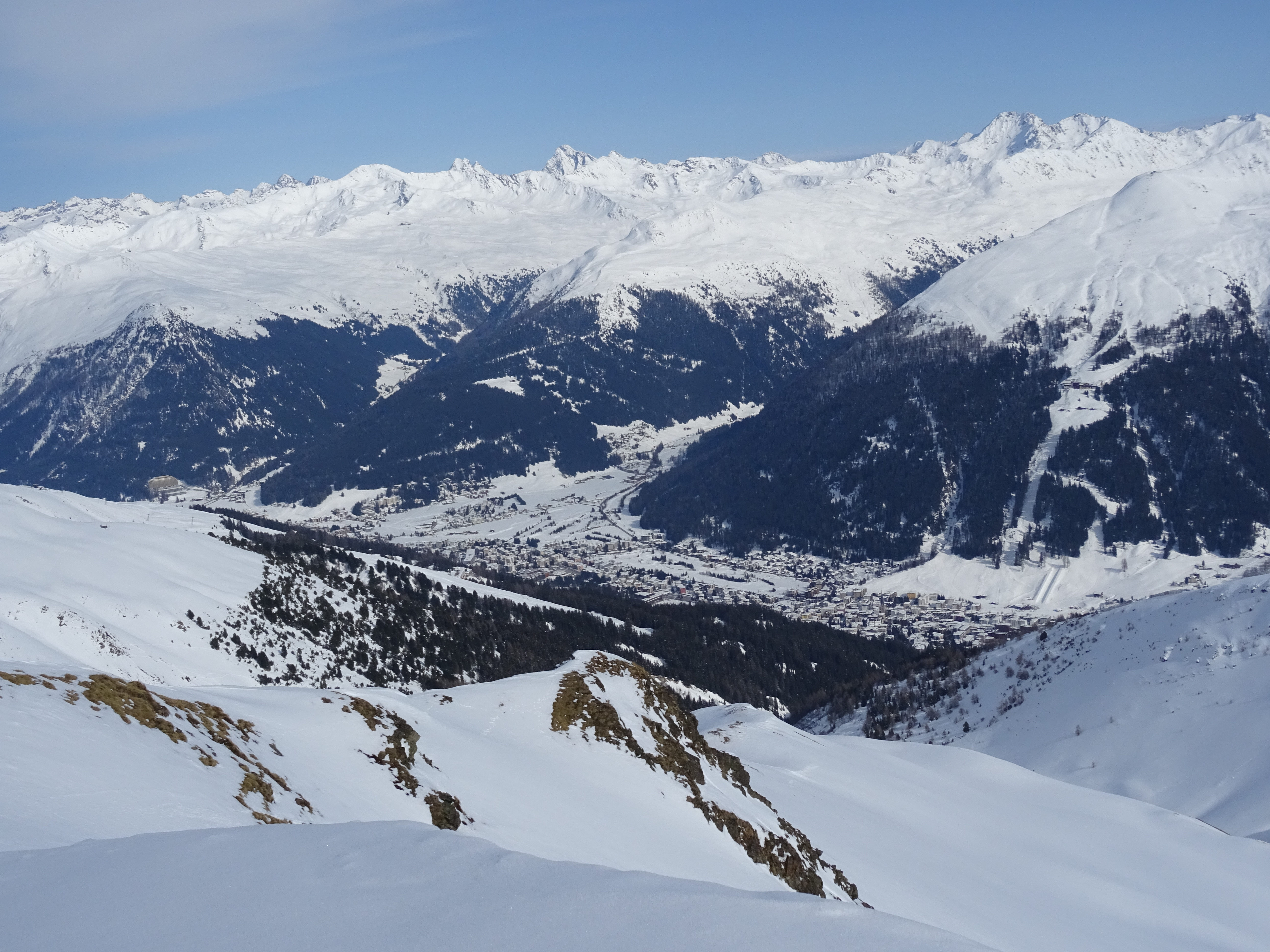
Blick ins Tal nach Davos.